# Hans van Abeelen
Hans van Abeelen (Enschede, 20 novembre 1936 – Enschede, 21 agosto 1998) è stato un genetista olandese.
Nacque a Enschede nel 1936 e fu il primo olandese genetista comportamentale. Dopo essersi laureato presso l' Università di Groninga, ha conseguito nel 1965 un dottorato di ricerca all'Università cattolica di Nimega, dove rimase per il resto della sua carriera come accademico di alto livello. Fu membro fondatore della Behavior Genetics Association, e fece parte della commissione editoriale della sua rivista, Behavior Genetics, a partire dalla sua creazione nel 1971 firno al 1992. Si ritirò nel 1991, tuttavia divenne uno dei membri fondatori della "International Behavioural and Neural Genetics Society". Nell'arco della sua carriera, van Abeelen ha pubblicato 64 articoli e capitoli di libri e curato un libro, The Genetics of Behaviour, una panoramica iniziale della genetica comportamentale europea.

## Pubblicazioni notevoli
- J. H. F. van Abeelen, Genetic control of hippocampal cholinergic and dynorphinergic mechanisms regulating novelty-induced exploratory behavior in house mice, in Experientia, vol. 45, n. 9, settembre 1989,  pp. 839–45, DOI:10.1007/BF01954058, PMID 2570714.
- J. H. F. van Abeelen, Mouse mutants studied by means of ethological methods, in Genetica, vol. 34, 1964,  p. 79, DOI:10.1007/BF01664181.
- J. H. F. van Abeelen, Effects of genotype on mouse behaviour, in Animal Behaviour, vol. 14, n. 2, 1966,  pp. 218–25, DOI:10.1016/S0003-3472(66)80075-1, PMID 6006025.